# 2023년 피츠버그 파이리츠 시즌
2023년 피츠버그 파이리츠 시즌은 메이저리그의 프로 야구단 피츠버그 파이리츠의 2023년 시즌을 일컫는다. 데릭 쉘튼 감독이 팀을 이끈 4번째 시즌이며, 팀은 내셔널리그 중부지구 5팀 중 정규시즌 4위에 그쳐 포스트시즌 진출에 실패했다.

## 선수단
- 선발투수: 켈러, 오비에도, 벨라스케스, 잭슨, 힐, 오르티스, 팔터, 비도, 콘트레라스, 프리스터
- 구원투수: 보루키, 모진스키, 홀더맨, 모레타, 데 로스 산토스, 페르도모, 스트래튼, 라미레즈, 해치, 언더우드, 크로우, 에르난데스, 스티븐슨, 볼튼, 자스트리즈니, 니콜라스, 데 용, 셀비
- 마무리투수: 베드나
- 포수: 로드리게스, 딜레이, 하이네만, 헤지스
- 1루수: 산타나, 리바스, 최지만
- 2루수: 곤잘레스, 마티아스, 배지환
- 유격수: 크루즈, 카스트로, 윌리엄스, 마르카노, 오윙스, 페게로
- 3루수: 헤이스, 트리올로, 매기, 카프라
- 좌익수: 레이놀즈, 안두하
- 중견수: 수윈스키
- 우익수: 조, 미첼, 팔라시오스, 스미스-은지그바, 데이비스
- 지명타자: 맥커친

## 기록
- 골든글러브: 헤이스 (3루수)
- 조아제약 프로야구대상 특별상: 배지환

## 같이 보기
- 2024년 피츠버그 파이리츠 시즌